# Cymonomoides valdiviae
Cymonomoides valdiviae is een krabbensoort uit de familie van de Cymonomidae. De wetenschappelijke naam van de soort is voor het eerst geldig gepubliceerd in 1903 door Lankester.